# پروفسور استرلینگ
پروفسور استرلینگ (انگلیسی: Sterling Professor) عالی‌ترین ردهٔ دانشگاه در دانشگاه ییل است، که به عضوی از هیئت علمی این دانشگاه اعطا می‌شود که یکی از بهترین‌ها در زمینهٔ مطالعاتی خود باشد. این رده مشابه استادتمامی در دیگر دانشگاه‌هاست. در هر زمان حدّاکثر چهل نفر می‌توانند استاد استرلینگ باشند.